# Betriebsvermögensvergleich
Der Betriebsvermögensvergleich (BVV) (auch Bestandsvergleich) ist eine steuerrechtliche Gewinnermittlungsart. Dabei wird zwischen dem vollständigen und dem unvollständigen Betriebsvermögensvergleich unterschieden.
Buchführungspflichtige Gewerbetreibende ermitteln ihren Gewinn gemäß § 5 EStG (vollständiger Betriebsvermögensvergleich).
Gemäß § 4 Abs. 1 EStG (unvollständiger Betriebsvermögensvergleich) ermitteln ihren Gewinn
- Land- und Forstwirte, die buchführungspflichtig sind oder die nicht buchführungspflichtig sind und einen Antrag nach § 13a Abs. 2 EStG stellen
- Selbständige, die freiwillig Bücher führen, sowie
- Gewerbetreibende, die nicht buchführungspflichtig sind und nicht freiwillig Bücher führen, aber wegen fehlender Aufzeichnungen nach § 4 Abs. 1 EStG geschätzt werden.

Der Betriebsvermögensvergleich setzt eine periodengerechte Gewinnermittlung durch doppelte Buchführung (Bilanz, Gewinn- und Verlustrechnung, Kassenbuch, Inventur) voraus. Der Gewinn ergibt sich aus:
```
   
Betriebsvermögen
 am Ende des 
Wirtschaftsjahres

-  Betriebsvermögen am Ende des vorangegangenen Wirtschaftsjahres
=  Betriebsvermögensänderung (Zunahme oder Abnahme) bzw. Gewinn

   Betriebsvermögensänderung (Zunahme oder Abnahme) bzw. Gewinn
+  
Entnahmen
 des Wirtschaftsjahres
-  
Einlagen
 des Wirtschaftsjahres
=  Gewinn / Verlust
```

Das für diese Art der Gewinnermittlung maßgebende steuerliche Konzept wird als Reinvermögenszugangstheorie bezeichnet und stellt auf die Mehrung des Vermögens innerhalb eines bestimmten Zeitraums als steuerbares Einkommen ab, während den Überschusseinkünften (§ 2 Abs. 1 Satz 1 Nr. 4 bis 7 EStG) die so genannte Quellentheorie zu Grunde liegt.